# 동서평화고속도로
동서평화고속화도로는 향후 남한과 북한의 공동 도로개발 사업으로 발전할 수 있는 서해 앞바다에서 인천국제공항∼옹진군∼강화∼파주-연천-강원특별자치도 간성- 고성 동해 앞바다까지 한반도 내륙을 관통하는 동서를 잇는 총연장 약220㎞의 4차선 고속화 도로를 놓는 SOC사업이다. 동서평화고속도로는 지속적으로 제안되고있는 남북SOC개념의 계획사업이다.

## 같이 보기
- 영종도-신도 연도교
- 접경지역 종합발전계획